# Wenfang (köpinghuvudort i Kina, Jiangxi Sheng, lat 28,04, long 117,34)
Wenfang är en köpinghuvudort i Kina. Den ligger i provinsen Jiangxi, i den sydöstra delen av landet, omkring 160 kilometer sydost om provinshuvudstaden Nanchang. Antalet invånare är 23 464. Befolkningen består av 11 047 kvinnor och 12 417 män. Barn under 15 år utgör 20,0 %, vuxna 15-64 år 70 %, och äldre över 65 år 8,0 %.
Runt Wenfang är det ganska tätbefolkat, med 65 invånare per kvadratkilometer. Närmaste större samhälle är Tangwan, 12,2 km väster om Wenfang. I omgivningarna runt Wenfang växer i huvudsak blandskog.
Genomsnittlig årsnederbörd är 2 687 millimeter. Den regnigaste månaden är juni, med i genomsnitt 448 mm nederbörd, och den torraste är oktober, med 31 mm nederbörd.